# Orgilus albosignatus
Orgilus albosignatus är en stekelart som beskrevs av Van Achterberg 1987. Orgilus albosignatus ingår i släktet Orgilus och familjen bracksteklar. Inga underarter finns listade i Catalogue of Life.